# Relations entre le Brésil et le Kenya
Les relations entre le Brésil et le Kenya sont les relations extérieures entre la république fédérative du Brésil et  la république du Kenya.

## Histoire
Le Brésil a établi des relations diplomatiques avec le Kenya en 1963. Le Brésil a ouvert son ambassade à Nairobi en 1967. Le Kenya a ouvert une ambassade à Brasilia en 2006.

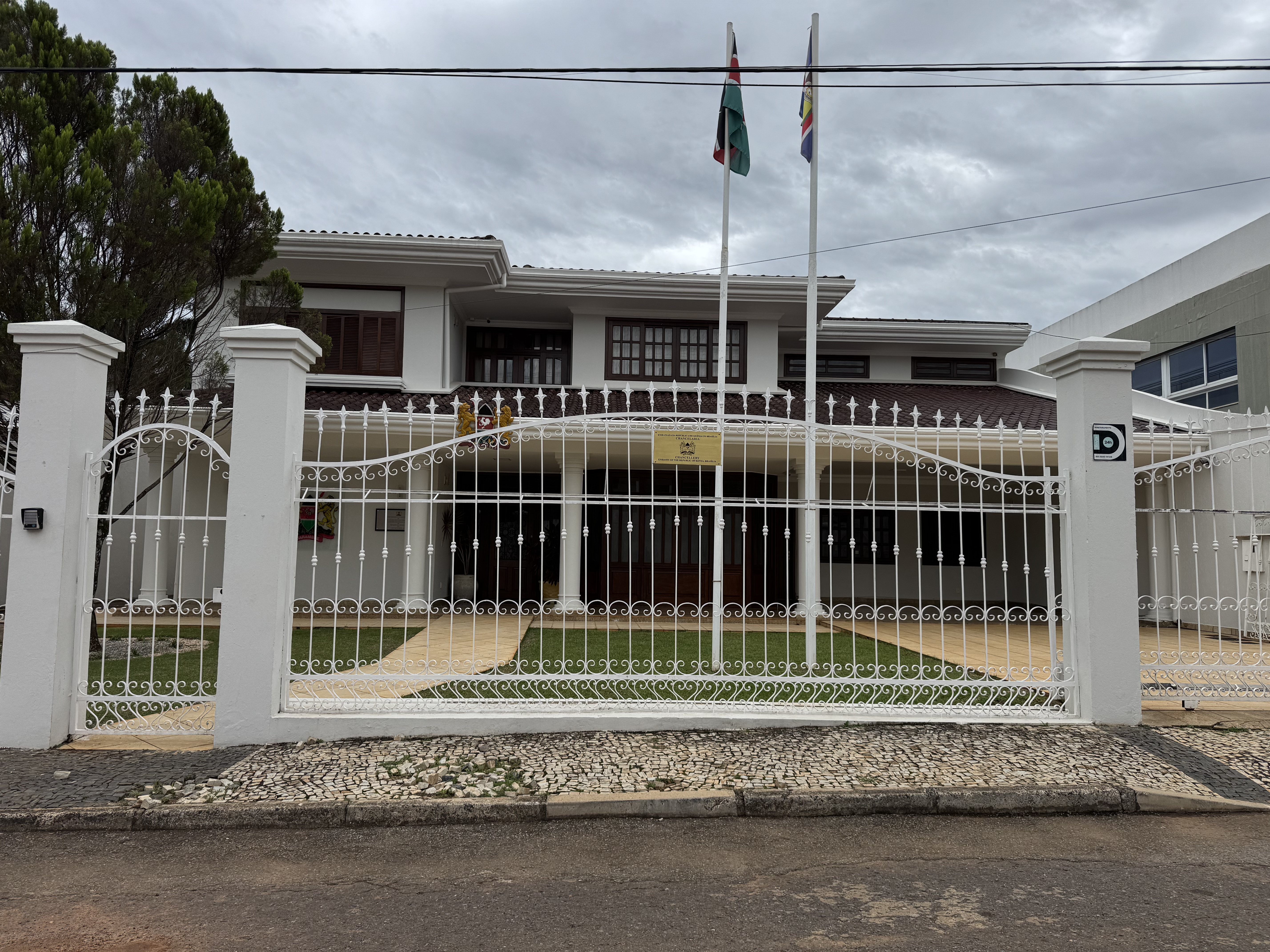
Ambassade du Kenya à Brasília